# Hisham Abdel Khalek

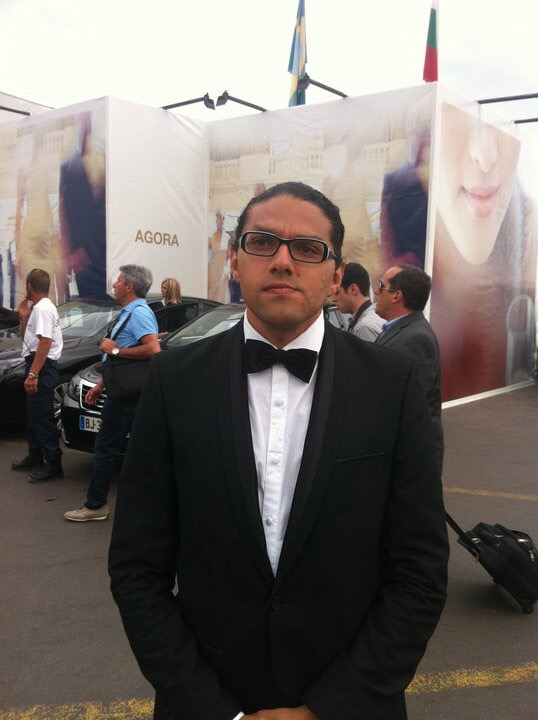
Hisham Abdel Khalek bei den Filmfestspielen von Cannes 2016

Hisham Ahmed Abdel Khalek Matook, هشام عبد الخالق (* 23. Dezember 1979 in Gizeh) ist ein ägyptischer Filmproduzent, Regisseur und Drehbuchautor.

## Leben
Hisham Abdel Khalek lebt in Paris, Frankreich. 2008 gründete er mit Olivier Delesse die Produktionsfirma „So Freakantastik“. Er ist auch Opernproduzent, unter anderem war er als künstlerischer Direktor für die Produktion „Aida“ in Doha (Katar) und in Gizeh.

## Filmografie
Filmproduzent
- 2009: Salam Ya Joe: Hisham Abdel Khalek
- 2008: Fatoush: Hisham Abdel Khalek
- 2008: Destinée: Hisham Abdel Khalek
- 2005: Healing Power: Ramses Marzouk
- 2004: 3029 TD - Rosh Abdelfatah
- 2004: Dag - Rosh Abdelfatah

Drehbuchautor
- 2010: Aida: Philippe Druillet & Guillaume Hecht
- 2009: Salam Ya Joe: Hisham Abdel Khalek
- 2008: Fatoush: Hisham Abdel Khalek
- 2008: To whom it may concern: Khaled El Hagar
- 2008: Un Siècle de Cinéma Egyptien: Hisham Abdel Khalek
- 2008: Dalida, Queen of the Nile: Hisham Abdel Khalek

Regisseur
- 2016: A Footnote in Ballet History?
- 2009: Salam Ya Joe (7’)
- 2008: Fatoush (10’)
- 2008: Destinée (15')
- 2006: Ramses the last pharoh of Al Rahamesa (52’)
- 2005: Love is hard, a video clip of Gasser (2’)
- 2004: Images of war, short documentary (6’)
- 2002: Making of Aida Qatar (25’)
- 2002: Making of Aida Pyramids (25’)
- 2000: Portrait for Alexandria Film Festival about Mohammed Abdel Wahab, Faten Hama and Naguib Mahfouz (3’)